# Шабва
Шабва (араб. شبوة; грец. Σάββαθα - взято з "Географії" Птолемея 6.7.38; лат. Sabbatha - взято з "Натуральной історії "Плінія Старшого; англ. Shabwa) стародавнє місто держави Хадрамаут, потім тривалий час його вважали міфічним містом до 1935 року, а тепер місто-пам'ятник і місце археологічних розкопок біля однойменного села Шабва. У Шабва було 60 релігійних храмів, і місто було адміністративним і релігійним центром стародавнього держави Хадрамаут до IV століття н. е.

## Розташування міста

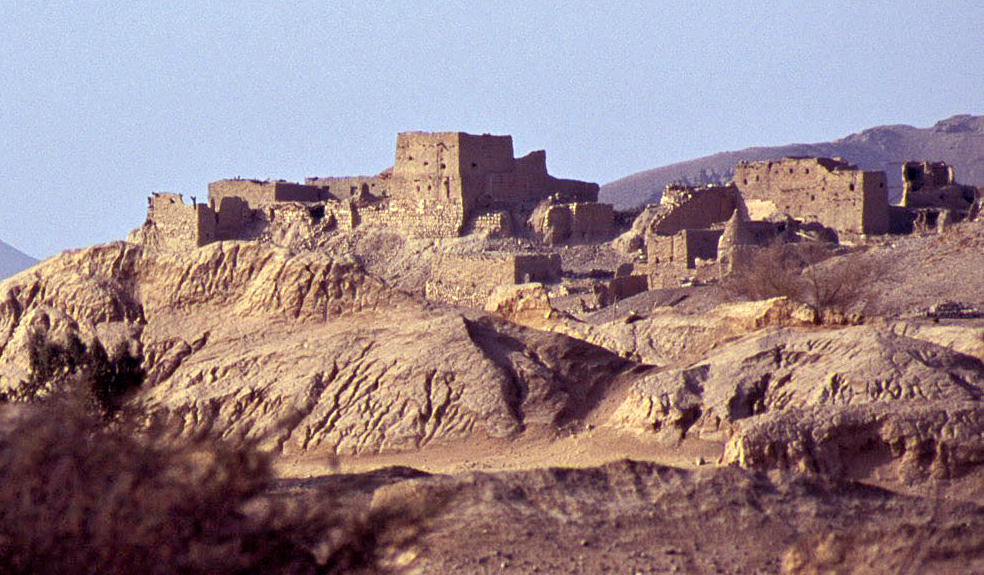
Руїни античного міста Шабва

Карта південно-західної частини Аравійського півострова в 100 році н. е.

Глибоко, в самих надрах колишньої країни пахощів (Держава Хадрамаут), перебувала Шабва. Це стародавнє місто було розташоване в районі сучасного села Шабва, на східному краю пустелі Рамлат-ес-Сабатайн в сьогоднішньому Ємені, на виході Ваді Машара (англ. Mashara) в цю пустелю, приблизно 850 м над рівнем моря. Шабва сьогодні — це об'єкт археологічних розкопок в Ємені), розташована за 300 км на схід-північний схід від Санаа і приблизно за 100 км на північ від міста Атак — сучасного адміністративного центру  мухафази Шабва.
Шабву оточують пустелі і безводні, поцятковані дикими ущелинами гори. У далекі часи вони служили їй захистом від навали ворогів. Близько вісімдесяти храмів знайшли собі притулок всередині її стін. Увійти в Шабву і покинути її можна було тільки через одні ворота. Торгівля пахощами почалася, мабуть, у 2 тисячолітті до н. е.
Сьогодні до Шабви можна швидко дістатися з Адену по асфальтованому шосе.

## Історія
Десь на межі VIII і VII століть до н. е. спостерігається міграція жителів, нові мешканці оселилися на території Хадрамаута. Найімовірніше їх називали сабеями. Вони принесли з собою нові методи будівництва, прикраси та керамічних виробів. Ці прибульці оселилися в існуючих поселеннях і містах, повільно змішуючись з місцевим населенням.
На початку VII століття до н. е. місто буде знищене королем і мукарібом сабеїв. Запис у сабейських текстах показує важливість цієї перемоги для сабейцями.
Шабва став резиденцією королів Хадрамаута наприкінці VII століття до н. е. або на початку VI століття до н. е. Наприкінці сьомого століття. C. або на початку шостого століття. C. деякі царі отримувала титул mukarrib, що вказують на існування їх більшої влади.
У IV столітті Хим'ярити заволоділи державою Хадрамаут і включили його до складу Хим'яритського царства.

## Нашляху пахощів
Шабва отримала значення важливого торгового центру лише на початку нашої ери, коли римляни взяли в свої руки морський шлях до Індії і тим самим поставили під загрозу торгівлю пахощами в прибережних районах, яка велася через Аден. Тому ароматичні смоли відтепер доводилося доставляти в порт Кану (сьогодні це місто Бір Алі в Ємені), а звідти — в Шабвау. В Кану йшли також пахощі з Сомалі та Ефіопії. Якщо начальники верблюжих караванів відхилялися від встановленого маршруту, їм загрожувала смертна кара. У пустелі дозволено було переміщатися тільки організованими караванами по строго відміченим шляхах. Будь-яке відхилення від цих правил (незареєстровані каравани, ліві дороги і контрабанда) вважалися найтяжчим злочином і каралися смертю. Каравани були життєвим джерелом для Шаби. Тому тільки одні ворота були відведені для створення каравану.

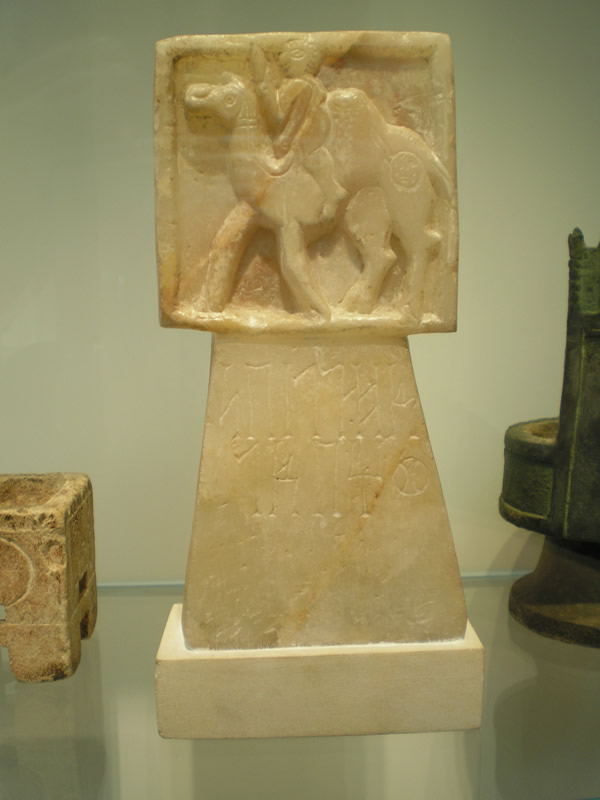
Пальник для ладану. Біля III століття н. е. Знайдена в Шабві.

Багатство і важливість Шабви полягали в позиції міста, яке було важливим місцем збору та організації торговельних караванів для перетину великої пустелі Руб аль-Халі. Учасники каравани повинні були заплатити одну десяту частину вартості товару, яку давали жерцям міських храмів в ім'я головної богині Сіін (хорв. Seen) (Місяць). У Шабві було 60 релігійних храмів, і місто було адміністративним і релігійним центром стародавнього держави Хадрамаут.
Весь річний збір ароматичних смол населення було зобов'язане приносити в храми Шабви, і нікому не дозволялося вивозити за межі країни жодного шматочка смоли. Однак спроб порушити цю заборону, ймовірно, було чимало. Наприклад, індійські купці прагнули скуповувати смоли на місцях їх збору. Якщо ці порушення отримували розголосу, то смертю каралися продавці смолу. Розповідають, що, лише після того як священик вилучав десяту частину всього врожаю ароматичних смол «для бога», тобто на користь держави, цар дозволяв вільний продаж цього товару. Ось тоді торговці могли купувати і продавати священний товар.
Люди приручили верблюдів близько 1300 року до н. е. Верблюди були основою процвітаючої торгівлі того часу.
З Шабви каравани в три тисячі верблюдів, нерідко розтягнувшися кілометрів на тридцять, вирушали раз або два в році, незабаром після закінчення дощів. Їхній шлях лежав через сімдесят населених пунктів, у тому числі через Маріб, Неджд, Мекку, Джидду, Медіну, Петру та інші, в Газу до Середземного моря. Такий перехід тривав в середньому не менше сімдесяти днів.
З часом торгівля пахощами занепала. І лише рідкісні каравани продовжували ходити по старих дорогах, прокладених задовго до відкриття пахощів, перевозячи необхідну для життя сіль. У безпосередній близькості від Шабви знаходяться соляні копальні, такі ж копальні є під Марібом. Можна вважати, що сіль звідси розвозили в усі райони Південної Аравії.
«Повільно й невблаганно лягав вічно рухомий пісок на стародавні храми і палаци Аравії», — повідомляє літописець. Однак славне минуле не зникло з пам'яті людей, воно продовжує жити в легендах і переказах. Мармурові плити храмів тепер служать фундаментами глиняних хатин, а колись родючі, зрошувані поля перетворилися на пустелю.

## Інтерес до давньої Шабви в 1930-і роки
У Європі почули про те, що в далекі часи було місто Шабва, і наприкінці 30-х років нашого століття почався справжній ажіотаж навколо зниклого міста в прагненні відкрити таємниці Шабви.
«Таємниця Шобуа — серед бедуїнів Південної Аравії, в глибині царства сабеїв» — ця книга вийшла в Берліні в 1935 р і принесла її автору Гансу Хельфрітцу успіх, хоча досі неясно, чи дійсно він побував в Шабві.
У той же час англійка Фрейя Старк вирушила до «південних воріт Аравії». Знайти Шабву було її найпотаємнішим бажанням. "Шабва від мене, — писала вона, — не далі трьох днів шляху, і немає таких перешкод, які перешкодили б мені наблизитися до неї, однак удар долі (гарячка поклала її на лікарняне ліжко в ваді Хадрамаут, звідки на літаку її відправили в Аден . — Д. Ш.) зробив Шабву для мене недосяжною … Лише у мріях бродила я по її безлюдній царственій вулиці ".
Відкриття Шабви відбулося в 1936 році, і честь його, як вважають, належить Джону Філбі, людині, яка сказала про себе, що він «найбільший із спадкоємців Аравії» — слова, які Філбі велів висікти на своєму надгробному камені. Сорок років життя він провів в Аравії, був агентом британської корони, представником автомобільної компанії Форда і нафтової компанії, а також особистим радником і біографом Ібн Сауда. Філбі пояснив королю, фінансове становище якого було не найкращим (у той час він ще не мав прибутків від нафти, американці тільки починали тоді пошукові роботи), що потік паломників різко скоротився через вимоги Міжнародної асоціації охорони здоров'я встановити карантин для всіх паломників, які прямували в Мекку і Медину, і що це розпорядження можна обійти, якщо паломники будуть в'їжджати в країну через південне узбережжя. Філбі було доручено якомога швидше відшукати цей шлях. Давно забуті першопричини його подорожі до Аравії, однак пам'ятають, що він несподівано для себе відкрив Шабву. Він вважав, однак, що Шабва сама жалюгідна з усіх дочок Саби і що там ніколи не було вісімдесяти храмів. Але розкопки, які коли-небудь неодмінно почне молода республіка, покажуть, хто був правий — Філбі або арабська дослідник Ахмед Фахрі, який був переконаний, що жодна інша країна на Сході не зможе внести більшого внеску в розкриття історії стародавнього світу, ніж Ємен, коли почнуться розкопки руїн на його пагорбах.

## Археологічні розкопки французьких археологів

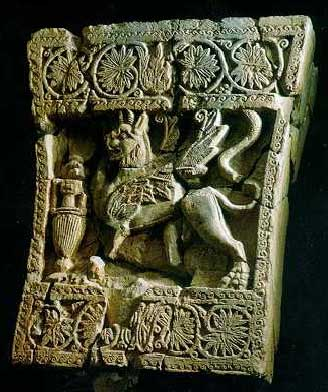
Грифон з Королівського палацу в Шабві, столиці Хадрамаута, близько 250 рік н. е. Ємен, Національний музей в Адені.

З 1975 року в Шабві вели роботу французькі археологи під керівництвом Жаклін Пірен. Їм вдалося знайти руїни стародавнього міста.
У 1976—1981 роках розкопки проводилися на південному сході, в районі будівлі 41, вдалося встановити стратиграфічну послідовність. Таким чином, відповідно до радіовуглецевого датування археологи виявили 14 багатих шарів з XVI століття до н. е. до IV століття н. е., незабаром після остаточного знищення міста Хим'яр.
Численні археологічні розкопки команди в Шабві за весь час виявили артефакти. Деякі з розкопаних артефактів нині[коли?] знаходяться в міському музеї, в сусідньому місті Атак.
Найкраще збережені будівлі:
- Руїни королівського палацу в східній частині міста
- Частина міських стін
- Північні ворота
- Руїни античних храмів

### Відтворення зовнішнього вигляду міста.

Карта археологічних розкопок французькими археологами в Шабві.

Руїни стародавньої Шабви складаються із зовнішнього і внутрішнього міста. Зовнішнє місто розтягнулося з півночі на південь на відстань не менше одного кілометра, а його максимальна протяжність зі сходу на захід близько 900 м. Розташований на півдні (всередині зовнішнього міста) внутрішнє місто мало протяжність з південного заходу на північний схід близько 500 м і максимальну протяжність з північного заходу на південний схід — 365 м. Не менш 3,35 км зовнішньої міської стіни і близько 1,53 км внутрішньої міської стіни було знищено ваді. Центральна частина міста була розташована на площі близько 0,15 км².
Внутрішнє місто перетиналося в середині головної дорогою спрямованої з півночі на південь, що починалася біля північно-західних воріт, найбільші ворота міста. При в'їзді в місто, відразу за воротами праворуч, знаходився Королівський палац площею 1600 м². Східний фасад палацу дивився на головну дорогу. Головна дорога закінчувалася у розташованого на південній околиці значного, але погано збереженого храмового комплексу. Як інша дорожня мережа була пов'язана з головною дорогою, ще точно не встановлено. Очевидно, решта дороги (вулиці) розташовувалися перпендикулярно або паралельно головній дорозі, але поки що лише деякі перехрестя розкопані археологами. Оскільки дедалі більше простору в безпосередній близькості до доріг і в громадських місцях і садів і невеликих фермах зберігаються. Більшість будівель було простої прямокутної форми і кожен поверх мав площу щонайменше близько 100 м². Деякі будівлі виділяються своїми розмірами і складним плануванням — ймовірно вони були призначені для вищого класу.
Зовнішнє місто, тобто місце між двома стінами, ніколи не була до кінця побудоване і заселене. Єдина істотна будівлю зовнішнього міста Храму (будівельний номер 114) це на південному заході і ще цитадель al-Chajar на південному сході.
За межами укріплень в 1987 році будівлі були розкопані кілька будівель з сирцевої цегли.